# 苦木駅
苦木駅（にがきえき）は岡山県和気郡佐伯町（現・和気町）苦木に位置していた同和鉱業片上鉄道線の駅（廃駅）である。

## 歴史
- 1931年（昭和6年）2月1日：開業。
  - 当時の所在地表示は岡山県和気郡塩田村苦木であった。
- 1955年（昭和30年）3月31日：佐伯町成立に伴い、所在地表示が岡山県和気郡佐伯町苦木になる。
- 1971年（昭和46年）10月1日：無人駅化。同時に天瀬 - 備前塩田間の単線自動閉塞式化及び自動進路制御化に伴い、交換設備廃止。
- 1991年（平成3年）7月1日：鉄道路線廃止に伴い廃駅。
- 2003年（平成15年）
  - 10月：廃線跡の岡山県道703号備前柵原自転車道線（通称：片鉄ロマン街道）としての整備に伴い、駅舎が改修される。
  - 11月24日：片鉄ロマン街道が開通。

## 駅構造
木造駅舎を有した地上駅。1面1線の無人駅であった。なお、開業当初は2面2線の構造を持つ交換駅で、有人駅であった。ちなみに、反対側のホームは片鉄ロマン街道が開通する前に撤去されるまで残されていた。

## 廃止後
岡山県道703号備前柵原自転車道線の休憩所として整備されており、当時の駅舎はそのまま残っている。

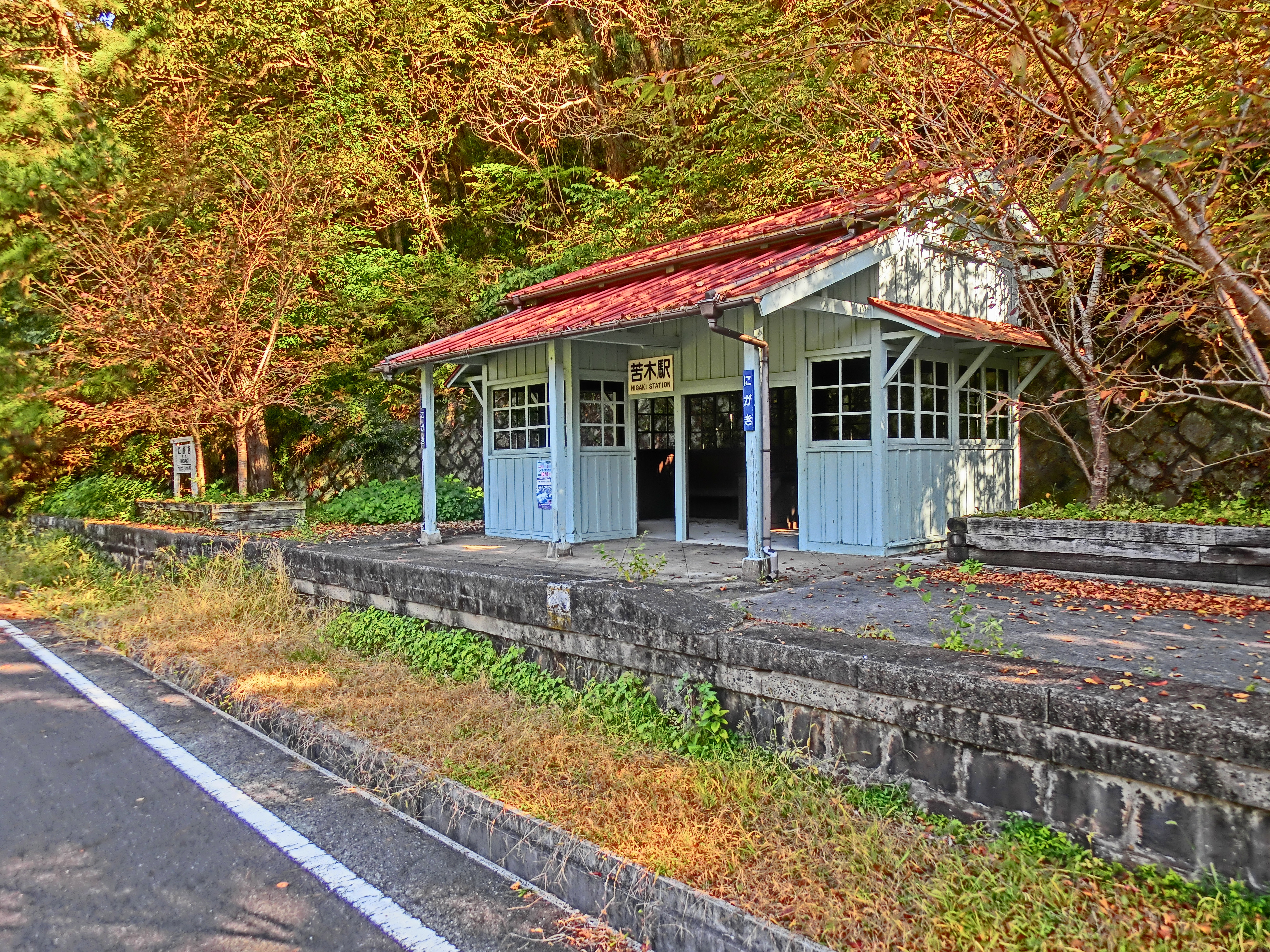
片鉄ロマン街道に保存された駅舎（2015年10月）
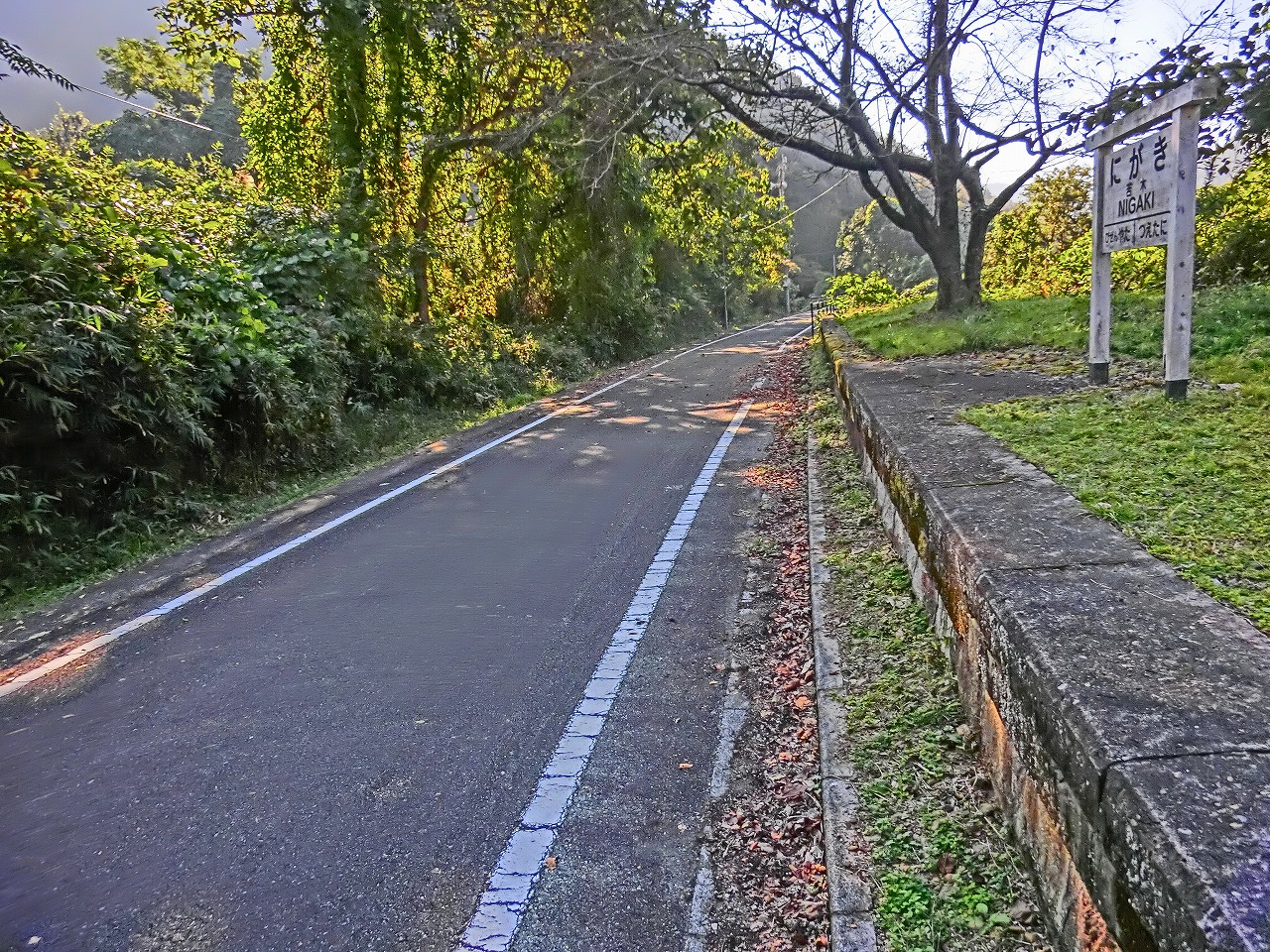
駅ホームと整備された自転車道（2015年10月）

## 隣の駅
同和鉱業
片上鉄道線
備前矢田駅 - 苦木駅 - 杖谷駅
- 開業から1931年（昭和6年）まで当駅より備前矢田側（2.8 km地点）に井ノ口駅（貨物専用駅）が存在した。